# Oman FA Cup
Der  Oman FA Cup ist ein nationaler omanischer Fußballwettbewerb. Der Pokalwettbewerb wurde erstmals 2007 ausgetragen. Organisiert wird der Wettbewerb vom omanischen Fußballverband. An dem Wettbewerb nehmen in der Regel alle Vereine teil, die in der höchsten Spielklasse spielen. Die erste Ausgabe des Wettbewerbs wurde als Oman FA Cup ausgetragen. Von 2007 bis 2012 fand kein Wettbewerb statt. Von 2013 bis 2019 hieß der Wettbewerb Oman Professional League Cup. Seit 2019 wird der Wettbewerb wieder als Federation Cup ausgetragen.

## Sieger
| Jahr                         | Sieger                              | Ergebnis                            | Zweiter                             |
| Oman FA Cup                  | Oman FA Cup                         | Oman FA Cup                         | Oman FA Cup                         |
| ---------------------------- | ----------------------------------- | ----------------------------------- | ----------------------------------- |
| 2006/07                      | Al-Seeb Club                        | 2:1                                 | Sur SC                              |
| 2007 bis 2012                | Keine Austragung                    | Keine Austragung                    | Keine Austragung                    |
| 2012/13                      | Dhofar SCSC                         | 0:0 (n. V.) 5:4 (n. E.)             | Saham Club                          |
| Oman Professional League Cup |                                     |                                     |                                     |
| 2013/14                      | Saham Club                          | 0:0 (n. V.) 3:2 (n. E.)             | Al-Seeb Club                        |
| 2014/15                      | Fanja SC                            | 1:1 (n. V.) 8:7 (n. E.)             | Dhofar SCSC                         |
| 2015/16                      | al-Nasr SCSC                        | 2:0                                 | Sohar Club                          |
| 2016/17                      | Al-Nahda Club                       | 2:1                                 | al-Nasr SCSC                        |
| 2017/18                      | Al-Shabab SC                        | 2:1                                 | Al-Nahda Club                       |
| 2018/19                      | Dhofar SCSC                         | 2:1                                 | Al-Shabab SC                        |
| Oman Federation Cup          |                                     |                                     |                                     |
| 2019/20                      | Abbruch wegen der COVID-19-Pandemie | Abbruch wegen der COVID-19-Pandemie | Abbruch wegen der COVID-19-Pandemie |
| 2020 bis 2022                | Keine Austragung                    | Keine Austragung                    | Keine Austragung                    |
| 2022/23                      | Al-Seeb Club                        | 0:0 (n. V.) 6:5 (n. E.)             | Bahla Club                          |